# Martin Friedrich Jehle

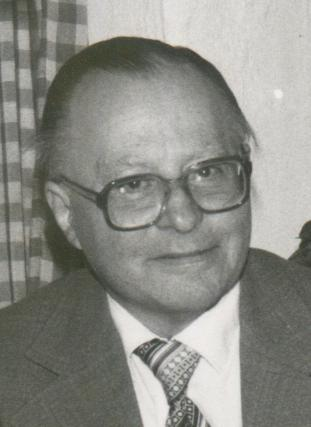
Martin Friedrich Jehle

Martin Friedrich Jehle (* 3. Januar 1914 in Ebingen; † 14. November 1982 in Tübingen) war ein deutscher Klavierbaumeister und Chef des Musikhauses Johannes Jehle (gegründet 1907) in Ebingen.

## Musikhaus Jehle
Er gründete und leitete die Pianofortefabrik Jehle Ebingen (1949–1981), war Obermeister der Württembergischen Instrumentenmacher, Leiter des Chors der Friedenskirche Ebingen, Musikhistoriker (Spezialgebiet: Musikinstrumente), Buchautor, Vertrauensmann der Gruppe Ebingen des Tonkünstlerverbandes Baden-Württemberg, Konzertveranstalter und Gründer der Musikhistorischen Sammlung Jehle (heute im Stauffenberg-Schloss im Albstadter Stadtteil Lautlingen). Das Musikhaus Jehle in Ebingen (heute ein Stadtteil von Albstadt) umfasst einen Musikverlag, eine Musikalienhandlung sowie Werkstätten für den Bau von Geigen und Blechblasinstrumenten.

## Leben
Jehle war das älteste Kind und der einzige Sohn des Komponisten, Orgelbauers, Musikverlegers, Musikhausgründers und Dirigenten Johannes Jehle (1881–1935). Sein Großvater war Friedrich Martin Jehle (1844–1941). Ab 1928 war er Volontär bei der Ebinger Möbelschreinerei Johannes Grotz, ab 1929 machte er eine Lehre zum Klavierbauer bei der Firma Karl Hardt in Stuttgart. Nach der Gesellenprüfung 1931 blieb er in Stuttgart und arbeitete in der Pianoteile-Fabrik Louis Renner und der Harmoniumsabteilung der Klavierfabrik Schiedmayer. Nebenher besuchte er das Konservatorium für Musik und hätte viel lieber Musik studiert. Wegen der Krankheit seines Vaters (Folgen eines Schlaganfalls im Jahr 1928) wurde er nach Ebingen zurückbeordert und begann am 1. Oktober 1932 im Musikhaus Johannes Jehle Ebingen/Württ., Untere Vorstadt 15, als „Klaviertechniker“.
In den 1930er Jahren, erzählt die Familienlegende, wurde er ins Schloss Lautlingen gerufen, wenn bei der Hausmusik der Grafen Stauffenberg das Cello (das sonst Claus spielte) nicht besetzt war. Er wusste also aus eigener Anschauung, wovon er sprach, als er 1977 im Zollern-Alb-Kurier eine dreiteilige Studie über Musik und die Familie Stauffenberg veröffentlichte. Bekannt ist er auch für seine Radtouren nach Köln und Berlin, oder mit Musikdirektor Hermann Stern 1938 auf dem Motorrad nach Prag.
Auf diesen Reisen lernte er in Markneukirchen den später international berühmten Geigenbauer Herbert Moritz Mönnig kennen, der ab 1934 im Musikhaus arbeitete. 1937 stellte er den Klaviertechniker Gerhard Binnas ein, Anfang 1939 den Blechblasinstrumentenmacher Emil Bagus, vermutlich hatte er bereits Klavierbaupläne, aber im August 1939, wenige Tage nach dem Besuch der Salzburger Festspiele, musste er einrücken.

### Zweiter Weltkrieg
Am 9. April 1940 nahm er an der Besetzung von Oslo teil. Zur Hochzeit mit der Lehrerin Hanna Seeger, kirchliche Trauung am 17. Juni 1942 in der Ebinger Kapellkirche, reiste er von einem Fjord hinterm Nordkap an. Schon 1934 hatte er das erste historische Tasteninstrument gekauft, in Norwegen suchte er weitere. Seinen größten Fund stellte eine Geige der Gebrüder Amati dar. Mit den Modalitäten der Bezahlung und des Transports der Instrumente war die ganze Kompanie beschäftigt. Außerdem nahm er an zwei Singleiterkursen teil (einer unter Leitung von Hans Baumann) und gründete an jedem Standort einen Soldatenchor. Den Part des Pianisten übernahm er bei Aufführungen selbst, er soll phantastisch improvisiert haben. Nach einem Zwischenspiel am französischen Atlantik wurde er am 10. November 1943 bei der Schlacht von Fastow (bei Kiew) verwundet und behielt zeitlebens einen steifen rechten Ellbogen und an der rechten Hand steife Finger.

### Chef des Musikhauses
Mitte Mai 1945 nahm er die Arbeit als Chef des Musikhauses auf, den Namen Musikhaus Johannes Jehle behielt er aus Respekt vor seinem Vater bei. Umgehend begann er mit der Organisation von Konzerten, die ersten 1945 bis 1952 im Neuen Vereinshaus: die Reihe wertvoller Musik, Eintritt zunächst: ein Holzscheit oder Brikett. Die Reihe der Museumskonzerte, die er ab Mitte der sechziger Jahre organisierte, wurde nach seinem Tod vom Kultiramt der Stadt Albstadt fortgesetzt.
In den ersten Nachkriegsjahren versuchte er auch, den von seinem Vater gegründeten Musikverlag Johannes Jehle wieder zu beleben (Ausgaben von Hermann Stern, Johannes Schrenk, Hilda Kocher-Klein).
Am 1. Mai 1946 zählte er zu den Gründern der CDU-Ortsgruppe Ebingen; 1946 bis 1951 war er CDU-Kreisvorsitzender, 1948 bis 1952 war er Schöffe beim Amtsgericht Balingen.
Ab 1947 hielt er Vorträge über musikgeschichtliche Themen, immer wieder an der Ebinger Volkshochschule oder zu besonderen Anlässen im Rathaus, in der Festhalle, aber auch im Schloss auf der Mainau oder in der Kongresshalle Berlin.
Spätestens 1947 hatte er im Musikhaus ein Zimmer eingerichtet, in dem er neben alten Musikinstrumenten die musikalischen Nachlässe seines Vaters und Großvaters verwahrte – die Urzelle der Musikhistorischen Sammlung Jehle. 1964 präsentierte er die Sammlung im obersten Stock des Ebinger Rathauses, 1970 verkaufte er sie der Stadt Ebingen. Seit 1977 ist sie im Stauffenberg-Schloss Albstadt-Lautlingen untergebracht, seit 1982 betreut von seiner ältesten Tochter Ursula Eppler (geb. 1945).
1948 übernahm er den Chor der Friedenskirche und war für liturgische Gottesdienstbegleitung, jährliche Singwochen sowie große Konzerte mit Orchester und Solisten, zu denen ganz Ebingen pilgerte, zuständig. Unvergessen die Weihnachtsmusiken in der Friedenskirche, jedes Jahr am Erscheinungsfest. 1977, nach Differenzen mit dem damals amtierenden Pfarrer, löste er den Chor nach knapp 30 Jahren auf. In der Festschrift zum 75-jährigen Jubiläum der Friedenskirche 2007 wird sein Name nicht erwähnt.

### Weiterentwicklung der Firma
Die Einstellung des ersten Lehrlings (zum 1. August 1949) war de facto die Gründung der Pianofortefabrik Jehle, zunächst im Hinterhaus der Fabrik Linder & Schmied in der Schmiechastraße, ab 1956 in den zwei unteren Stockwerken der Fabrik Hugo & Erwin Blicke in der Riedstraße. 1948 bis 1966 war er Mitglied in Gesellenprüfungsausschüssen, 1948 bis 1974 Meisterbeisitzer im Meisterprüfungsausschuss für Klavier- und Cembalobauer der Handwerkskammer Reutlingen, ab 1951 Vorsitzender im Meisterprüfungsausschuss für Blechblasinstrumentenmacher, ab 1965 Fachgruppenleiter Klavierbau im BIV (Bundes Innungsverband), ab 1974 Meisterbeisitzer im Prüfungsausschu für das Klavier- und Cembalobauerhandwerk der Handwerkskammer Stuttgart, Mitglied im Prüfungsausschuss für Klavierstimmer und Vorsitzender des Meisterprüfungsausschusses für das Orgel- und Harmoniumbauerhandwerk. Bereits ab 1949 war er Innungsobermeister der Musikinstrumentenmacher-Innung Reutlingen, später Obermeister der Baden-Württembergischen Musikinstrumentenmacher, ab 1981 Ehrenobermeister. Seine Klaviere und Flügel lieferte er weltweit, sein Schrankflügel war die Sensation der Frankfurter Frühjahrsmesse 1967.
1975 übergab er das Musikhaus seinem ältesten Sohn, Peter Jehle (1948–1999), behielt die Klavierfabrik aber und firmierte als Jehle KG. Er schloss dieses Kapitel Ebinger Firmengeschichte aber im März 1981 endgültig. Peter Jehle nannte das Musikhaus in Musikhaus Peter Jehle um und schloss es 1987 endgültig.
Martin Friedrich Jehle kam Mitte 1982 wegen Diabetes ins Krankenhaus, zuerst in Ebingen, dann in Tübingen. Das Erscheinen seines Buches Württembergische Klavierbauer des 18. und 19. Jahrhunderts Ende Oktober 1982 nahm er noch zur Kenntnis. Martin Friedrich Jehle starb mit 68 Jahren in der Chirurgischen Klinik Tübingen.

## Ehrungen
- Adenauer-Gedenkmedaille (1956)
- Bundesverdienstkreuz am Bande (19. September 1980)[2]

## Publikationen

### Kompositionen
- Wenn man beleidigt ist. Text und Musik von M.[artin] Jehle. Ebingen: Musikverlag Johannes Jehle [1933 oder früher (Kanonpostkarte Nr. 3); der einzige seiner Kanons, der veröffentlicht ist.

### Monographien
- Musikhaus Johs. Jehle Ebingen/Württ. 1907 – 1947. Ebingen: Musikverlag Johannes Jehle 1947, 16 S.
- Jehle: Ein Ratgeber für Musiker. [Ebingen: Musikhaus Johannes Jehle, Ende 1940er Jahre], 52 S., die umfangreichste Firmenpublikation, konzentriert auf alle Arten angebotener Instrumente, dazu Geigenwerkstatt, Blechblaswerkstatt, Klavierwerkstatt, Stimmungen, Reparaturen, Gutachten, die Klavierfabrik war noch nicht gegründet; enthält auch Goldene Regeln aus „Aufsätzen von Klavierbaumeister Martin Friedrich Jehle“
- 50 Jahre Jehle. Ebingen: Johannes Jehle 1957, 24 S.
- Klavier- und Cembalobauer (Handwerk), Klavierbauer (Industrie). Herausgegeben von der Bundesanstalt für Arbeit, Nürnberg, im Einvernehmen mit dem Zentralverband des Deutschen Handwerks, Bonn, dem Fachverband Deutsche Klavierindustrie e. V., Frankfurt am Main, dem Deutschen Musikrat, Bonn-Bad Godesberg, und dem Deutschen Gewerkschaftsbund. Verfasser: Martin Friedrich Jehle, Ebingen. W. Bertelsmann Verlag KG Bielefeld 1975 (Blätter zur Berufskunde 1), 8 S. (Die 2. Auflage 1984 schrieb Martin Sassmann.)
- Schloß Lautlingen. Musikhistorische Sammlung. Albstadt-Ebingen [1979], 40 S., erster kurzgefasster Katalog der Musikhistorischen Sammlung Jehle, Umschlagbild schwarzweiß (spätere korrigierte Auflagen haben ein farbiges Umschlagbild).
- Württembergische Klavierbauer des 18. und 19. Jahrhunderts. Frankfurt am Main: Bochinsky 1982 (Das Musikinstrument 34), 120 S.

### Aufsätze
- Von der Gesellenprüfung der Klaviermacherlehrlinge aus den Reparaturbetrieben. In: Instrumentenbau-Zeitung (Konstanz) 4. Jg. Nr. 3, Dezember 1949, S. 32.
- Wer ist Fachmann? In: Instrumentenbau-Zeitschrift (Siegburg) 13. Jg. Nr. 8, Mai 1959, S. 207f.
- Wer ist Fachmann? In: Instrumentenbau-Zeitschrift (Siegburg) 14. Jg. Nr. 3, Dezember 1959, S. 54.
- Gibt es eine Berufung zum Instrumentenbauer? In: Instrumentenbau-Zeitschrift (Siegburg) 16. Jg. Nr. 8, Mai 1962, S. 295.
- Wie können wir Musik „begreifen“? Vortrag zur Eröffnung der Musikhistorischen Sammlung Jehle am 3. Juni 1964. 13. S. ungedruckt.
- Anregung eines Chorleiters. In: Württembergische Blätter für Kirchenmusik (Stuttgart) 32. Jg. Nr. 1 (Januar/März 1965), S. 25.
- Merksätze für das Stammbuch musizierfreudiger Menschen und Von großen und kleinen Klavieren. In: Pianofortefabrik Jehle [Klavierprospekt]. Ebingen: Jehle [Anfang der 1960er Jahre], zum Leporello gefaltetes Plakat; dass. in: Pianofortefabrik Jehle [Klavierprospekt]. Ebingen: Jehle [1967], in diesem Prospekt ist u. a. der Schrankflügel abgebildet, evtl. ist der Prospekt extra zur Frankfurter Musikmesse 1967 entstanden, in diesem Prospekt auf den letzten 4 Seiten und im hinteren Deckel findet sich auch ein Text zur Entwicklung des Klaviers mit 4 schwarzweißen Fotos von Instrumenten in der Musikhistorischen Sammlung Jehle.
- Klavierbauer und Musizierende. In: Instrumentenbau-Zeitschrift, 19. Jg. Nr. 9, September 1965, S. 388 und 390; dass. in: Dokumentation Europianokongress Berlin 1965, 25. – 30. Mai Kongresshalle. Kongressbericht. Herausgegeben von Fördergemeinschaft Klavier e. V. Bearbeitet von H. K. Herzog. Mitarbeit Dr. E. Rohlfs und Dr. Dr. G. Preiss. Frankfurt am Main: Fördergemeinschaft Klavier 1966, S. 64–67.
- Anonym [i. e. Martin Friedrich Jehle]: Pianofortefabrik Jehle in Ebingen, Württemberg. Neu: ein Schrankflügel. In: ibz. Instrumentenbau-Zeitschrift 21. Jg. H. 2, Februar 1967, S. 78.
- Mut zum Handwerk. In: Instrumentenbau-Zeitschrift (Siegburg) 22. Jg. Nr. 9, September 1968, S. 452.
- Zum 20jährigen Jubiläum der Singfreizeiten des Chors der Friedenskirche Ebingen. In: Chor der Friedenskirche Ebingen: Singwoche vom 15. – 18. Mai 1969 im Kloster Bernstein. Programm, unpag. S. 4f.
- Klavierbauer zeitnah ausbilden. Wir müssen weiter darüber sprechen. In: Instrumentenbau-Zeitschrift (Siegburg) 24. Jg. Nr. 10, Oktober 1970, S. 543.
- Drei unbekannte Kompositionen im Stadtarchiv Sindelfingen. In: Aus Schönbuch und Gäu (Böblingen) 1973 Nr. 9/10, S. 40; über Johann Ludwig Friedrich Hainlin (1750 – 1823), 1782 – 1793 Helfer in Ebingen, 1794 – 1821 Stadtpfarrer in Sindelfingen.
- Anonym [i. e. Martin Friedrich Jehle]: Musik bereitet den Menschen Freude. Die Vielfalt im Angebot macht die Beratung durch den Fachmann notwendig. In: Schwarzwälder Bote, 13. März 1975, Sonderbeilage HGV.
- Der Chor unserer Martinskirche ist mehr als 500 Jahre alt. In: Evangelische Kirchengemeinde Albstadt-Ebingen, Beilage Juli/August 1975 zum Evangelischen Gemeindeblatt für Württemberg bzw. Stuttgarter Evangelischen Sonntagsblatt.
- Man hätte ein Fest feiern sollen. Der Chor der Martinskirche ist mehr als 500 Jahre alt. In: Zollern-Alb-Kurier (Albstadt), 14. August 1975.
- Adolph Mörike, der Klavierbauer. In: Schwäbische Heimat (Stuttgart) 26. Jg. H. 3: Juli – September 1975 H. 3, S. 241–243.
- Ein Gang durch die Ebinger Musikgeschichte. Auszüge aus Martin Jehle, 1000 Jahre Musik in Ebingen. In: Zollern-Alb-Kurier (Albstadt), 30. Juni 1976, Sonderbeilage „175 Jahre Städtisches Orchester Ebingen“.
- Von Spielleuten, Turmbläsern und „Zinkenisten“. Ein Stück Wegs mit der Ebinger Musikgeschichte / Es begann in den Badestuben / Von Martin Jehle. In: Schwarzwälder Bote, 1. Juli 1976, Sonderbeilage „Städtisches Orchester in 175 Jahren“.
- Könnte die Kunst in Albstadt verloren gehen? Stadthalle – für wen? Eine Betrachtung von Martin Jehle. In: Zollern-Alb-Kurier (Albstadt), 1. September 1976.
- Das „Lied der Jahrhunderte“ von der Orgelempore aus. Martinskirche als Keimzelle Ebinger Musiklebens. Tausend Jahre Musik in Ebingen / Aufgezeichnet von Martin Jehle. In: Schwarzwälder Bote (Albstadt), 8./9. Januar 1977.
- Schloß Lautlingen und die Musik. Martin Jehle erarbeitete zur Eröffnung der musikhistorischen Sammlung eine Studie über die Stauffenbergs. In: Zollern-Alb-Kurier (Albstadt), 30. Juli 1977.
- Schloß Lautlingen und die Musik. Studie zur Eröffnung der „musikhistorischen Sammlung“ im Schloß Stauffenberg. In: Zollern-Alb-Kurier (Albstadt), 9. August 1977.
- Schloß Lautlingen und die Musik. Viele Stauffenbergs waren musikalisch engagiert. In: Zollern-Alb-Kurier (Albstadt), 16. August 1977.
- Tausend Jahre Musik in Ebingen. In: Gesangverein Eintracht e. V. Albstadt-Ebingen 1881 / 1981. Albstadt: Gesangverein Eintracht 1981, S. 48, ganzseitiger Text, darunter der Kommentar: "Auszug aus dem Buch-Manuskript von Martin Jehle" (das Buch ist bis auf die hier genannten Auszüge ungedruckt).

## Instrumente in öffentlichen Sammlungen
- Cembalo, Jehle, Ebingen 1955 – Musikhistorische Sammlung Jehle
- Schrankflügel, Jehle, Ebingen 1967 – Musikhistorische Sammlung Jehle